# The Michael J. Fox Show
The Michael J. Fox Show – sitcom amerykański, serial telewizyjny wyprodukowany przez Olive Bridge Entertainment,Sam Laybourne Inc. i Sony Pictures Television. Serial był emitowany od 26 września 2013 do 23 stycznia 2014 roku przez NBC..  Pomysłodawcą serialu są Sam Laybourne i Will Gluck. 6 lutego 2014 roku NBC podjęła decyzję o anulowaniu serialu po 15 odcinkach. Nie wiadomo kiedy pozostałe siedem odcinków zostanie wyemitowanych.

## Fabuła
Serial toczy się wokół Mike'a Henry'ego, u którego zdiagnozowano chorobę Parkinsona. Musiał zrezygnować z kariery zawodowej. Po pięciu latach postanawia wrócić do pracy.

## Obsada
- Michael J. Fox jako  Michael "Mike" Henry
- Betsy Brandt jako Annie Henry
- Conor Romero jako  Ian Henry
- Juliette Goglia jako Eve Henry
- Jack Gore jako  Graham Henry
- Katie Finneranjako Leigh Henry
- Wendell Pierce jako Harris Green

## Role drugoplanowe
- Brooke Shields jako Deborah, samotna matka, która w szkole tańca poznaje Iana, syna Mike'a Henry'ego.[3]

## Gościnne występy
- Sting – zagra siebie [4]

## Odcinki
| Sezon | Sezon | Odcinki | Oryginalna emisja | Oryginalna emisja | Oryginalna emisja | Oryginalna emisja | Oryginalna emisja |
| Sezon | Sezon | Odcinki | Premiera sezonu   | Finał sezonu      | Premiera sezonu   | Finał sezonu      |                   |
| ----- | ----- | ------- | ----------------- | ----------------- | ----------------- | ----------------- | ----------------- |
|       | 1     | 15 z 22 | 26 września 2013  | 23 stycznia 2014  | 2 sierpnia 2014   | 20 września 2014  |                   |

### Sezon 1 (2013-2014)
| Nr | #  | Tytuł        | Reżyseria            | Scenariusz                   | Premiera             | Premiera Canal+  |
| -- | -- | ------------ | -------------------- | ---------------------------- | -------------------- | ---------------- |
| 1  | 1  | Pilot        | Will Gluck           | Sam Laybourne, Will Gluck    | 26 września 2013     | 2 sierpnia 2014  |
| 2  | 2  | Neighbor     | Victor Nelli, Jr.    | Lon Zimmet, Dan Rubin        | 26 września 2013     | 2 sierpnia 2014  |
| 3  | 3  | Art          | Andrew Fleming       | Amy Aniobi                   | 3 października 2013  | 9 sierpnia 2014  |
| 4  | 4  | Hobbies      | Scott Ellis          | Sam Laybourne                | 10 października 2013 | 9 sierpnia 2014  |
| 5  | 5  | Interns      | Michael Patrick Jann | Emily Cutler                 | 17 października 2013 | 16 sierpnia 2014 |
| 6  | 6  | Teammates    | John Fortenberry     | Ben Wexler                   | 24 października 2013 | 16 sierpnia 2014 |
| 7  | 7  | Golf         | Fred Savage          | Annie Mebane, Steve Basilone | 31 października 2013 | 23 sierpnia 2014 |
| 8  | 8  | Bed Bugs     | Wendey Stanzler      | Alex Reid                    | 7 listopada 2013     | 23 sierpnia 2014 |
| 9  | 9  | Homecoming   | Tristram Shapeero    | Maggie Bandur                | 14 listopada 2013    | 30 sierpnia 2014 |
| 10 | 10 | Thanksgiving | Alex Reid            | Paul Mather                  | 21 listopada 2013    | 30 sierpnia 2014 |
| 11 | 11 | Christmas    | Todd Holland         | Ben Wexler                   | 12 grudnia 2013      | 6 września 2014  |
| 12 | 12 | Party        | Eric Appel           | Lelia Strachan               | 2 stycznia 2014      | 6 września 2014  |
| 13 | 13 | Secret       | Michael Zinberg      | Lon Zimmet, Dan Rubin        | 9 stycznia 2014      | 13 września 2014 |
| 14 | 14 | Couples      | Ken Whittingham      | Maggie Bandur                | 16 stycznia 2014     | 13 września 2014 |
| 15 | 15 | Sochi        | Andrew Fleming       | Paul Mather                  | 23 stycznia 2014     | 20 września 2014 |